# Corteo

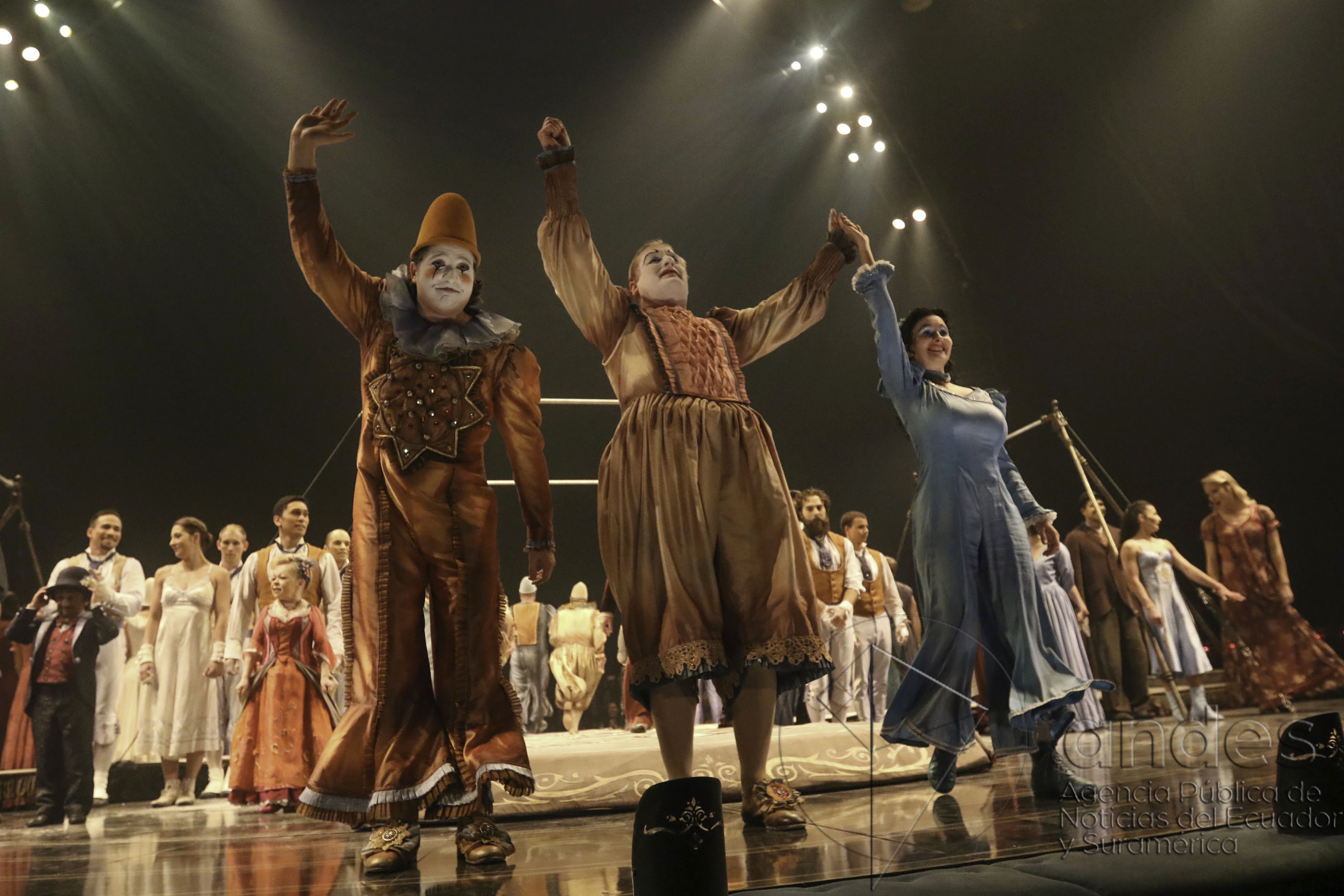
Corteo: um espetáculo do Cirque du Soleil que celebra a vida e os sonhos de um palhaço em um desfile mágico e divertido.
Algumas outras opções são:
Corteo: uma procissão festiva e imaginária de um palhaço que mistura arte, acrobacia e comédia em um palco 360°.
Corteo: um cortejo alegre e teatral de um palhaço sonhador que convida o público a viajar por um mundo de fantasia e emoção.

Corteo é um espetáculo do Cirque du Soleil. Teve sua estréia em 2005, três anos depois do seu último espetáculo Varekai. Corteo foi criado por Dominic Champagne e Daniele Finzi Pasca. O espetáculo esteve em turnê no Brasil entre 2013 e início de 2014. Corteo teria encerrado suas apresentações em Quito, no Equador, em dezembro de 2015, mas foi adaptado para o formato de arena, e voltou a se apresentar em março de 2018.
"Cortéo" - uma palavra italiana que significa "cortejo" ou procissão - foi um espetáculo circo contemporâneo sobre um palhaço que assiste ao seu próprio funeral ocorrendo em uma atmosfera de carnaval. Foi parcialmente inspirado em The Grand Parade: Portrait of the Artist as Clown em exibição na National Gallery of Canada.
O palhaço imagina o seu próprio funeral, numa atmosfera de festa e observado por anjos bons. Contrastando o grande e o pequeno, o ridículo e o trágico, a magia da perfeição e o charme da imperfeição, o espectáculo evidencia a força e a fragilidade do palhaço, mas também a sua sabedoria e ternura, para ilustrar o aspecto humano de cada um de nós. A música, às vezes lírica, às vezes divertida, transforma Corteo numa festa intemporal onde a ilusão brinca com a realidade.
'"Atos'"
- Opening
- Chandeliers
- Bouncing Beds
- Mauro's Flight
- Cyr Wheel/Imaginary Tighwire
- Littles Horses
- Fanfarre
- Tightrope
- Golf
- Juggling
- Artist Marionette
- Klezmer Moment
- Helium Dance
- Teeterboard

Intervalo
- Paradise
- Crystal Glasses and Tibetan Bowls
- Adagio Duet
- Rhythmic Gymnastics
- Acrobatic Ladder
- Aerial Strap
- Magical Flight
- Tournik
- Finale

## Música
- 1.  Funerale (Opening Introduction)
- 2.  Ritornare (Opening)
- 3.  Rêve d'un Pantin (Artist Marionette)
- 4.  Les chevaux à bottes (Little Horses)
- 5.  Nos Dejó (Fafanre Interlude)
- 6.  Klezmer Moment (Interlude)
- 7.  Prendersi Per Mano (Aerial Straps)
- 8.  Anneaux (Cry Wheel)
- 9.  El cielo sabrá (TightWire)
- 10. Fugue (Intro to Chandeliers)
- 11. Volo Volando (Chanderliers)
- 12. Un tierno y dulce (Intrumental Interlude)
- 13. Balade au bout d'une échelle (Acrobat Ladder)
- 14. Garda Lassù (Intro To Planche)
- 15. Triangle tango (Ritmic Gysnatic)
- 16. Che finalone (Tournik)